# Carmelo Zammit
Carmelo Zammit (n. Gudja, Malta, 19 de diciembre de 1949) es un obispo católico, filósofo, teólogo, canonista y economista maltés.
Al terminar sus estudios secundarios, en 1967 entró en la Universidad de Malta, en la cual obtuvo una Licenciatura en Filosofía, en el Idioma italiano y en Economía, en 1974.
El día 20 de julio de ese mismo año fue ordenado sacerdote por el entonces arzobispo maltés Mons. Michael Gonzi.
Tras su ordenación se trasladó a Italia para completar sus estudios, donde en 1976 también se licenció en Teología y Derecho Canónico por la Pontificia Universidad Lateranense de la ciudad de Roma.
A sus 26 años de edad, marchó hacia Gibraltar y allí inició su ministerio pastoral como párroco de la iglesia de Santa Teresa y la iglesia del Sagrado Corazón.
Cuando regresó a su país, fue designado como canciller de la arquidiócesis de Malta y como juez en el Tribunal de Segunda Instancia.
Posteriormente fue asistente y vicario judicial en el Tribunal Metropolitano de Primera Instancia, al mismo tiempo que ejercía de párroco en la parroquia dedicada a la Asunción de la Virgen de su población natal "Gudja".
En 1997, el papa Juan Pablo II le otorgó el título honorífico de Prelado de Honor de Su Santidad.
Ya en 2005 fue elegido como Canónigo de la Catedral de San Pablo y de la Concatedral de San Juan de La Valeta.
Desde 2009 sirve como miembro del Consejo de la Fundación de San Juan en Malta y en 2010 pasó a ser presidente del Capítulo Metropolitano.
En 2014 volvió al Peñón Gibraltareño, donde pasó a ser el Administrador Apostólico de la diócesis de Gibraltar durante un total de  dos años.
Actualmente desde el día 24 de junio de 2016, tras haber sido nombrado por el papa Francisco, es el nuevo obispo de Gibraltar. Donde sucederá en el cargo a Mons. Ralph Heskett, quien ha sido enviado como obispo de la diócesis de Sheffield.